# Лана (провінція Больцано)
Лана (італ. Lana) — муніципалітет в Італії, у регіоні Трентіно-Альто-Адідже, провінція Больцано.
Лана розташована на відстані близько 540 км на північ від Рима, 65 км на північ від Тренто, 20 км на північний захід від Больцано.

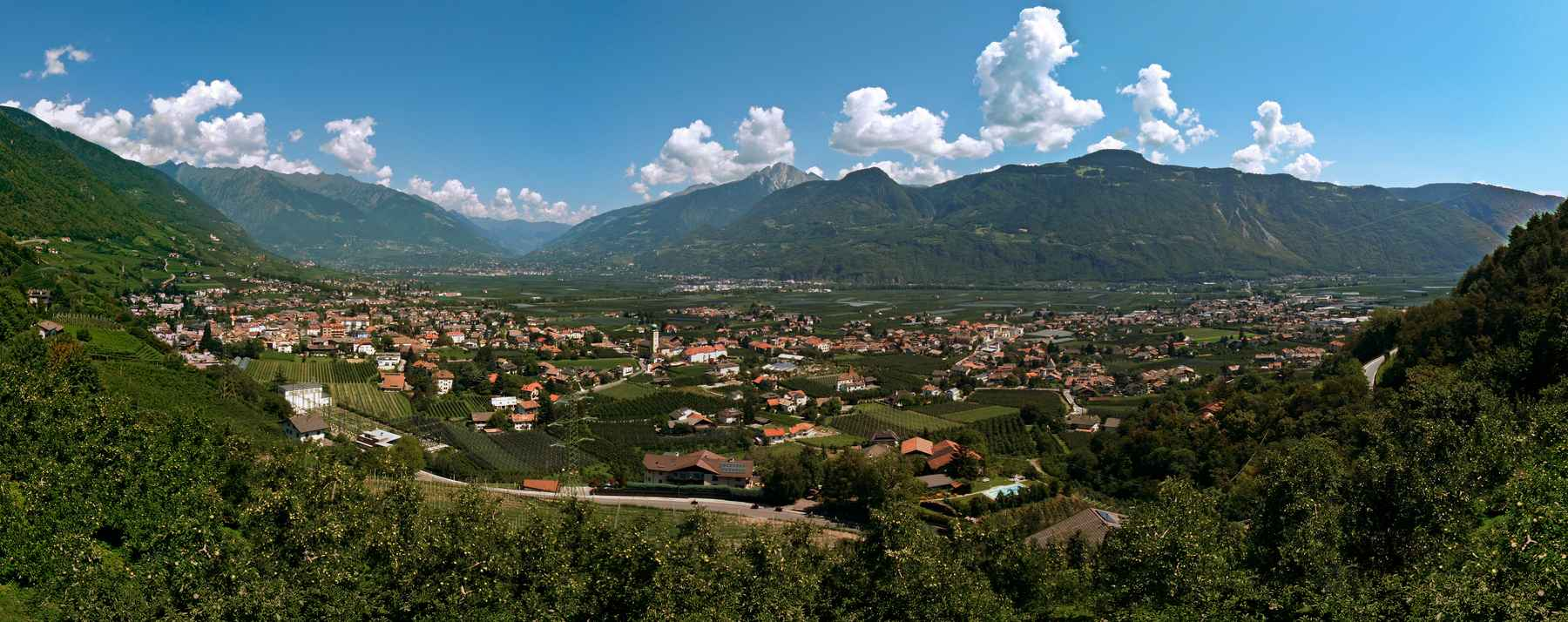

Населення — 11 653 особи (2014).

## Демографія
Населення за роками:

Станом на 1 січня 2023 року в муніципалітеті офіційно проживало 1147 іноземців з 55 країн, серед них 529 громадян країн Євросоюзу та 41 громадянин України.

## Сусідні муніципалітети
- Чермес
- Гаргаццоне
- Лагундо
- Марленго
- Мерано
- Натурно
- Парчинес
- Посталь
- Сан-Панкраціо
- Тезімо